# Kamienica
Kamienica è un comune rurale polacco del distretto di Limanowa, nel voivodato della Piccola Polonia.
Ricopre una superficie di 96,11 km² e nel 2004 contava 7 227 abitanti.